# ورنر اونگر

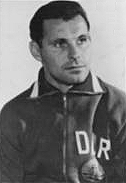
ورنر اونگر

ورنر اونگر (به آلمانی: Werner Unger) بازیکن فوتبال و هافبک اهل آلمان شرقی بود که از سال ۱۹۵۴ میلادی عضو تیم ملی فوتبال آلمان شرقی بوده‌است. وی در ۷ بازی ملی حضور داشته و در بازی‌های ملی‌اش گلی به ثمر نرساند. ورنر اونگر آخرین بازی ملی خود را در سال ۱۹۶۴ میلادی انجام داد.